# Desobediència civil

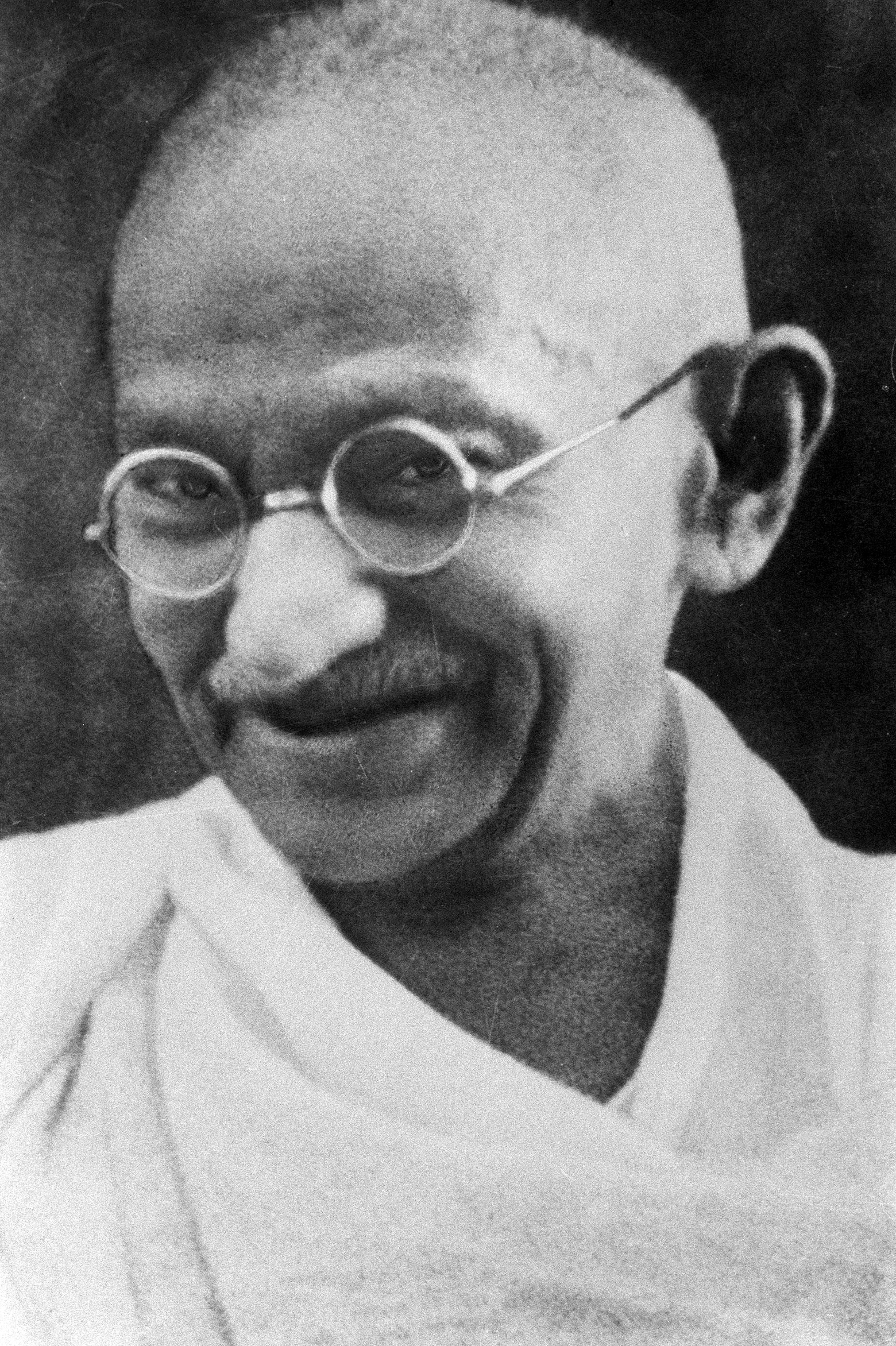
Mohandas Karamchand Gandhi és una de les moltes persones que ha advocat per la desobediència civil

La desobediència civil és el refús actiu d'una persona o un grup de persones d'obeir certes lleis, demandes i ordres d'un govern, o d'un poder internacional d'ocupació. La desobediència civil es defineix sovint com a no-violenta per a ser anomenada desobediència civil. La desobediència civil és, de vegades, equiparada a la resistència no-violenta.
Per bé que la desobediència civil es pot considerar una expressió de menyspreu envers la llei, Martin Luther King Jr considera que la desobediència civil era una mostra i una pràctica de reverència per la llei Puix que "Qualsevol que violi una llei que la consciència li diu que és injusta i accepti voluntàriament la pena de restar en presó a fi de despertar la consciència de la comunitat sobre la injustícia de la llei expressa aleshores el més gran respecte envers la llei."
En una de les seves formes, a l'Índia, és coneguda com l'ahimsa o satyagraha i considerada com la compassió en forma de desacord respectuós. Una de les seves primeres manifestacions massives va ser duta a terme pels egipcians contra l'ocupació britànica a la revolució del 1919.
La desobediència civil és una de les nombroses maneres amb les quals la gent s'ha rebel·lat contra les lleis injustes. Ha estat utilitzada en els moviments de resistència no-violenta, de manera molt ben documentada, pel moviment internacional de les sufragistes, en les campanyes per a la independència de l'Índia) i a Txecoslovàquia en la Revolució de Vellut i a Alemanya de l'Est per a abatre'n les dictadures comunistes, a Sud-àfrica en la lluita contra l'apartheid, en el moviment estatunidenc dels drets civils, en la Revolució Cantant, que va permetre als països bàltics d'independitzar-se de la Unió Soviètica, i recentment a la Revolució Taronja del 2004 i 2005, Revolució de les Roses, entre altres diferents moviments d'arreu del món.
El 1549, Étienne de La Boétie és demanava perquè els pobles obeïen les normes en el famós Discurs de la servitud voluntària. Després de la matança de Peterloo de 1819, el poeta Percy Shelley escrigué el poema polític de La màscara d'Anarquia aquell mateix any, que comença amb les imatges colpidores de les formes injustes de l'autoritat del seu temps, per després imaginar com podria ser una forma radicalment nova d'acció social. És potser la primera declaració moderna del principi de protesta no-violenta. Una versió va ser recollida per l'autor Henry David Thoreau en el seu assaig La desobediència civil, i més tard per Gandhi en la seva doctrina del Satyagraha. La resistència passiva de Gandhi va ser influenciada i inspirada per la no-violència de Shelley en la protestació i l'acció política. En particular, és sabut que Gandhi solia citar Masque of Anarchy de Shelley a un ampli públic durant la campanya per a una Índia lliure.
En l'assaig de Thoreau del 1849 La desobediència civil, originalment titulat "Resistència al govern civil", la idea motriu n'era l'autosuficiència, així hom no necessàriament ha de lluitar físicament contra el govern per una injustícia que aquest comet, però està obligat a no prestar-li suport. Aquest assaig ha tingut una gran influència després en molts practicants de la desobediència civil. En l'assaig, Thoreau explica les seves raons per refusar de pagar impostos com un acte de protesta contra l'esclavitud i contra la guerra mexicana-estatunidenca.
La militant Nina Paley creà el terme "desobediència intel·lectual" per a referir-se a una forma de la desobediència civil que consisteix en un comportament jurídic i econòmic contra les pràctiques reguladores de la propietat intel·lectual.

## Aspectes més teòrics
En cercar una forma activa de desobediència civil, es pot optar per incomplir deliberadament algunes lleis, com ara formar un bloqueig pacífic o ocupar una instal·lació il·legalment, tot i que de vegades se sap que pot haver-hi violència. Sovint, les autoritats esperen ser atacades o inclús colpejades. Els manifestants sovint s'estrenen amb antelació sobre com reaccionar a l'arrest o a l'atac.
La desobediència civil sol definir-se com pertanyent a una relació de la ciutadania amb l'estat i les seves lleis, en distinció d'un atzucac constitucional, en la qual conflueixen dues agències públiques, especialment dues branques del govern igualment sobiranistes. Per exemple, si el cap de govern d'un país es negués a fer complir una decisió del màxim tribunal d'aquest país, no seria una desobediència civil, ja que el cap del govern actuaria en la seva funció de representant públic en lloc de fer-ho com a ciutadà privat.
Tanmateix, aquesta definició és disputada per la filosofia política de Thoreau que posa per davant la consciència personal davant de la col·lectivitat. L'individu és el jutge final del que està bé o malament. Més que això, ja que només hi actuen els individus, només els individus poden actuar injustament. Quan el govern truca a la porta, es tracta d'un individu en forma de carter o recaptador d'impostos, la mà de la qual és qui truca. Abans de l'empresonament de Thoreau, quan un taxista confós s'havia preguntat en veu alta sobre com gestionar la seva negativa a pagar, Thoreau havia aconsellat "Dimitir". Si un home va triar ser un agent d'injustícia, Thoreau va insistir a enfrontar-lo amb el fet que es decideixi (si vol deixar o no de ser aquest tipus d'agent). Però si el govern és "la veu del poble", com se sol anomenar, no s'hauria de tenir en compte aquesta veu?. Thoreau admet que el govern pot expressar la voluntat de la majoria, però també pot expressar res més que la voluntat dels polítics d'elit. Fins i tot una bona forma de govern és "susceptible de ser maltractada i pervertida abans que la gent pugui actuar a través d'ella". D'altra banda, fins i tot si un govern expressava la veu de la gent, aquest fet no obligaria l'obediència dels individus que no estan d'acord amb el que es diu. La majoria pot ser poderosa, però no necessàriament estar encertada. Quina és, doncs, la relació adequada entre l'individu i el govern?.
Ronald Dworkin va afirmar que hi ha tres tipus de desobediència civil:
- "Basada en la integritat" es produeix quan un ciutadà desobeeix una llei que considera immoral, com en el cas dels abolicionistes que desobeïen les lleis dels esclaus fugitius en negar-se a lliurar a les autoritats els esclaus acollits.
- "Basada en la justícia" es produeix quan un ciutadà desobeeix les lleis per reclamar algun dret que se li negava, com quan els negres van protestar il·legalment durant el moviment pels drets civils.
- "Basada en polítiques" es produeix quan una persona incompleix la llei per canviar una(-es) política(--ques) que creu que és/són perillosament equivocada(-es).[14]

Algunes teories de la desobediència civil consideren que la desobediència civil només es justifica contra les entitats governamentals. Brownlee argumenta que la desobediència a decisions d'agències no governamentals com ara sindicats, bancs i universitats privades es pot justificar si reflecteix "un repte més gran per al sistema jurídic que permet prendre aquestes decisions". El mateix principi, segons ella, s'aplica als incompliments de la llei en protesta contra organitzacions internacionals i governs estrangers.
Se sol reconèixer que el trencament de la llei, si no es fa públicament, almenys s'ha d'anunciar públicament per constituir una desobediència civil. Però Stephen Eilmann sosté que si cal desobeir les regles que entrin en conflicte amb la moral, podríem preguntar-nos per què la desobediència hauria de prendre la forma pública de desobediència civil en lloc de simplement un trencament encobert. Si un advocat vol ajudar un client a superar els obstacles legals per protegir els seus drets naturals, pot trobar, per exemple, que assistir a la fabricació d'evidències o a cometre perjuri és més eficaç que la desobediència oberta. Això suposa que la moral comuna no prohibeix enganys en aquestes situacions. Per exemple, a A Primer for Jurors Prospectives apunta: "Penseu en el dilema amb què es van enfrontar els ciutadans alemanys quan la policia secreta de Hitler exigia saber si amagaven un jueu a casa seva". la desobediència es podria remuntar al Llibre de l'Èxode, on Xifrà i Puà van rebutjar una ordre directa del faraó (les llevadores que havien de matar el que va ser Moisès), però van fer veure que l'havien complert. (Èxode 1: 15-19)

### Violenta vs no-violenta
Hi ha hagut debats sobre si la desobediència civil ha de ser necessàriament no-violenta. S'ha argumentat que, si bé tant la desobediència civil com la rebel·lió civil es justifiquen apel·lant a defectes constitucionals, la rebel·lió és molt més destructiva; per tant, els defectes que justifiquen la rebel·lió han de ser molt més greus que els que justifiquen la desobediència, i si no es pot justificar la rebel·lió civil, no es pot justificar l'ús de la força i la violència d'un desobedient civil i la seva negativa a sotmetre's a l'arrest. L'abstenció de la violència en la desobediència civil també ajuda a preservar la tolerància de la desobediència civil per part de la societat.
En la seva més venuda Disobedience and Democracy: Nine Fallacies on Law and Order (Desobediència i Democràcia: Nou fal·làcies sobre dret i ordre), Howard Zinn adopta una posició similar; Zinn afirma que, encara que els objectius de desobediència civil generalment són no-violents,
| « | en la inevitable tensió que acompanya la transició d'un món violent a un de no-violent, l'elecció dels mitjans gairebé mai serà pura i comportarà tals complexitats que la simple distinció entre violència i no-violència no serà suficient com a guia. .. Els mateixos actes amb els quals pretenem fer el bé no poden escapar de les imperfeccions del món que intentem canviar. | » |

Zinn rebutja qualsevol "acomiadament fàcil i just de la violència", assenyalant que Thoreau, el popularitzador del terme desobediència civil, va aprovar la insurrecció armada de John Brown. També assenyala que algunes accions importants de desobediència civil fonamentalment no-violentes i sota la consigna de la No-violència (com la campanya de Birmingham) han inclòs elements de violència per part d'alguns desobedients (a part de les possibles accions violentes o provocadores de violència d'infiltrats).

### Revolucionària i no revolucionària
La desobediència civil no revolucionària és una simple desobediència de les lleis, considerades "errònies" per una consciència individual o com a part d'un esforç per fer ineficaç determinades lleis, per provocar la seva derogació, o per exercir pressió per aconseguir canvis polítics sobre algun altre tema. La desobediència revolucionària civil pot ser un intent actiu d'enderrocar un govern (o de canviar les tradicions culturals, els costums socials, les creences religioses, etc. ...), si bé una revolució no té perquè ser política, pot ser, per exemple, una "revolució cultural". Els actes de Gandhi han estat descrits com a desobediència civil revolucionària. S'ha afirmat que els hongaresos de Ferenc Deák van dirigir la desobediència civil revolucionària contra el govern austríac. Thoreau també va escriure sobre la desobediència civil per assolir la "revolució pacífica". Howard Zinn, Harvey Wheeler i altres han identificat el dret (a mode de justificació d'una desobediència civil) en la Declaració d'Independència dels Estats Units d'Amèrica per "alterar o abolir" un govern injust.

### Col·lectiva vs solitària
Els primers incidents de desobediència civil col·lectiva es van produir durant l'Imperi Romà. Els jueus sense armes es van reunir als carrers per evitar la instal·lació d'imatges paganes al temple de Jerusalem. A l'època moderna, alguns activistes, que cometen la desobediència civil com a grup, es neguen col·lectivament a acceptar la fiança fins que algunes demandes es compleixin, com ara condicions favorables de fiança, o l'alliberament de tots els activistes. Aquesta és una forma de solidaritat a la presó. També hi ha hagut molts casos de desobediència civil solitària, com la que va fer Thoreau, però a vegades passen desapercebudes. Thoreau, en el moment de la seva detenció, encara no era un autor molt conegut, i la seva detenció no fou inclosa en cap diari durant dies, setmanes i mesos posteriors. Van ascendir al recaptatari que el va arrestar i l'assaig de Thoreau no es va publicar fins després de la fi de la guerra de Mèxic.

## Aspectes més pràctics

### Elecció i formes de l'actuació
Els desobedients civils escullen diferents actes il·legals. Hugo A. Bedau escriu,
| « | Hi ha tota una classe d'actes realitzats en nom de la desobediència civil que, fins i tot si fossin practicats àmpliament, constituirien per si mateixos gairebé més que una molèstia (per exemple, envair una instal·lació de míssils nuclears) ... Aquests actes són sovint només un assetjament i, si més no pel que fa a la interpretació, quelcom desagradables... La llunyania de la connexió entre l'acte desobedient i la llei impugnable permet obrir el debat sobre la seva possible ineficàcia i absurditat. | » |

Bedau també destaca que la inofensivitat d'aquestes protestes il·legals completament simbòliques cap als objectius de la política pública pot servir a un propòsit de propaganda. Alguns desobedients civils, com els propietaris de dispensaris il·legals de cànnabis medicinal i Voice in the Wilderness, que van dur el cànnabis medicinal a l'Iraq sense el permís del govern dels Estats Units, aconsegueixen directament un objectiu social desitjat (com el subministrament de medicaments als malalts) mentre que trenquen obertament la llei. Julia Butterfly Hill va viure a Luna, una sequoia de Califòrnia de 600 anys, durant 738 dies, impedint amb èxit que la tallessin.
En els casos en què la conducta criminalitzada és un discurs pur, la desobediència civil pot consistir simplement en participar en un discurs prohibit. Un exemple va ser la difusió de la cançó "Filthy Words" d'un àlbum de comèdia de George Carlin. Amenaçar els funcionaris del govern és una altra forma clàssica d'expressar el desafiament cap al govern i la manca de voluntat de defensar les seves polítiques.
En general, els manifestants sense víctimes sovint consideren oportú cometre obertament un delicte. Les lleis contra la nuesa pública, per exemple, han estat protestades anant nusos i nues en públic, i les lleis contra el consum de cànnabis han estat protestades posseint-lo obertament i utilitzant-ho en els mítings de cànnabis.
Algunes formes de desobediència civil, com ara boicots, denegacions de pagar impostos, la insubmissió al servei militar, atacs de denegació de serveis, segudes (tallant les vies de circulació o no), etc. fan que sigui més difícil que funcioni el sistema. D'aquesta manera, es podrien considerar coercitius. Brownlee assenyala que "tot i que els desobedients civils es veuen restringits en l'ús de la coacció pel seu objectiu conscient de forçar el diàleg, tanmateix és necessari emprar una coacció limitada per posar el tema en qüestió".
La desobediència civil electrònica pot incloure desafectacions de llocs web, redireccions, atacs de denegació de serveis, robatori d'informació i filtracions de dades, paròdies il·legals de llocs web, serveis virtuals i sabotatge virtual. Es distingeix d'altres tipus de hacktivisme en què l'autor revela obertament la seva identitat. Les accions virtuals rarament aconsegueixen assolir totalment els objectius, però sovint generen una important atenció als mitjans de comunicació.
Les accions dilema estan dissenyades per crear en les autoritats públiques una resposta, que sigui quina sigui quedaran malament. Llavors l'acció obligarà a les autoritats a concedir algun espai públic als manifestants o demostrar l'absurditat de la seva posició o que hagi de mostrar una inacceptable repressió per actuar contra la protesta".

### En la detenció

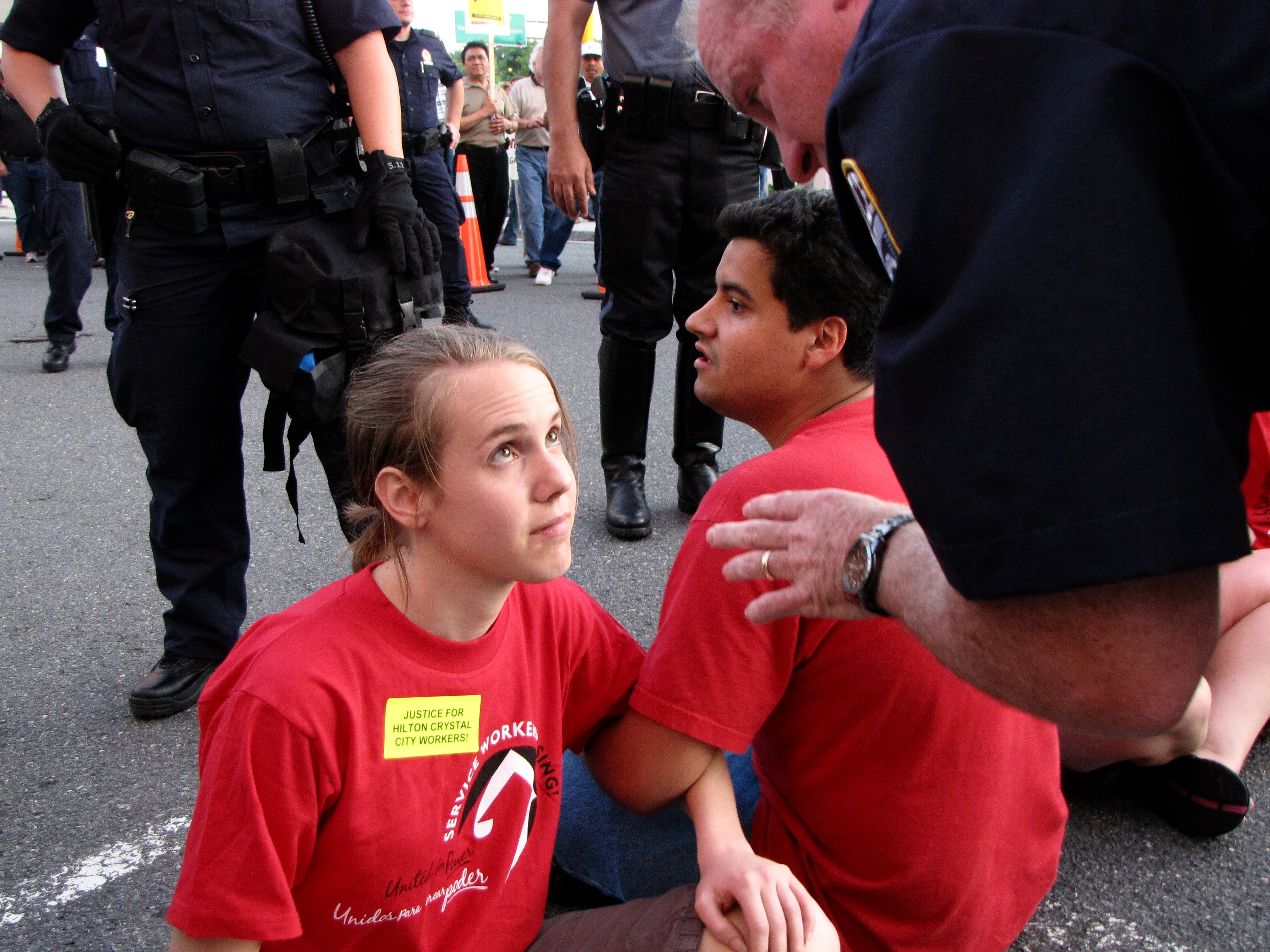
Un policia parla amb una manifestant en un piquet sindical, explicant-li que serà arrestada si no surt del carrer. La manifestant va ser arrestada instants després.

Algunes disciplines de desobediència civil consideren que el manifestant s'ha de sotmetre a arrest i cooperar amb les autoritats. D'altres defensen comportar-se com un pes mort (en una seguda), o resistir-se a la detenció (per exemple, amb un encadenament), sobretot per impedir que la policia respongui efectivament a una protesta massiva.
Generalment es creu dins de la comunitat policial i jurídica, que establir un diàleg dels agents amb els desobedients no pot servir a cap propòsit útil i pot ser perjudicial. Alguns desobedients civils busquen utilitzar la detenció com a oportunitat per impressionar o fer reflexionar als agents. Thoreau va escriure,
| « | El meu veí, recaptador d'impostos, és l'home amb qui he de tractar -perquè, al capdavall, és amb els homes i no amb els escrits de les lleis amb qui em relaciono- i ell va escollir voluntàriament ser agent del govern. Com sabrà mai qui és ell i si ho fa com a oficial del govern o com a home?. Fins que no estigui obligat a considerar si em tractarà, el seu veí, pel qual té respecte, com a veí i home ben disposat, o em tractarà com a maníac i pertorbador de la pau; i veure si pot superar aquesta [meva] obstrucció (en el seu veinatge) sense un pensament o un discurs rude i impetuós corresponent amb la seva acció. | » |

### Culpabilitat davant la llei
Una decisió important per als desobedients civils consisteix en declarar-se culpables o no culpables. Hi ha molt debat sobre aquest punt, ja que alguns creuen que és un deure del desobedient civil sotmetre’s al càstig prescrit per la llei, mentre que d'altres creuen que defensar-se als tribunals augmentarà la possibilitat de canviar la llei injusta. També s'ha argumentat que qualsevol de les eleccions és compatible amb l'esperit de la desobediència civil. El manual de formació de la Desobediència Civil d'ACT UP estableix que un desobedient civil que es declara culpable afirma essencialment: "Sí, he comès l'acte del qual m’acusen. No ho nego, de fet, estic orgullós de l'acte. Vaig fer les coses correctes violant aquesta llei en concret; jo sóc culpable com a acusat", però la declaració de culpabilitat no envia un missatge de "La culpa implica que he actuat malament". Per contra: "Sento que no he fet cap mal. Potser he violat algunes lleis específiques, però no sóc culpable de fer cap mal, per tant, dic que no sóc culpable." 
Quan el Comitè d'Acció No Violenta va patrocinar una protesta l'agost de 1957, al lloc de proves nuclears de Camp Mercury a prop de Las Vegas, Nevada, 13 dels manifestants van intentar entrar al lloc de les proves sabent que s'enfrontaven a la detenció. Havent-ho anunciat moments abans, de seguida que van creuar la "línia" van ser arrestats immediatament. Van ser pujats en un autobús i conduïts a la seu del comtat de Nye, a Tonopah, Nevada, i es van dirigir a judici davant del justge de pau local, aquella tarda. Un conegut advocat de drets civils, Francis Heisler, s'havia presentat voluntari per defensar les persones arrestades, aconsellant-les que fessin una declaració nolo contendere, com a alternativa a declarar-se culpables o no culpables. No obstant això, les persones arrestades van ser trobades culpables i van rebre sentències, suspeses, a condició que no reingressessin al recinte de les proves nuclears.
Howard Zinn escriu,
| « | Hi pot haver moltes vegades que els manifestants optin per anar a la presó, com a manera de continuar la seva protesta, com una manera de recordar la injustícia als seus conciutadans. Però això és diferent de la idea que han d'anar a la presó com a part d'una norma relacionada amb la desobediència civil. El punt clau és que l'esperit de protesta s'ha de mantenir sempre, tant si es fa per romandre a la presó, com per evadir-la. Acceptar la presó penitentment com a adhesió a "les regles" és canviar de sobte cap a un esperit de subsistència, per disminuir la gravetat de la protesta i de les seves conseqüències . | » |

De vegades, la fiscalia proposa una querella per a desobedients civils en què se'ls ofereix l'oportunitat als acusats de declarar-se culpables d'un delicte i no haver d'anar a la presó. En algunes situacions de detenció massiva, els activistes decideixen fer servir tàctiques de solidaritat per assegurar la mateixa pena per a tothom. Però alguns activistes han optat per presentar un al·legat, declarant-se culpables sense haver-hi cap acord de súplica. Mahatma Gandhi es va declarar culpable i va dir al tribunal: "Estic aquí per ... sotmetre amb alegria la pena més alta que se'm pot aplicar per això que en la llei és un delicte deliberat [infringir una llei] i que per a mi és el màxim deure d'un ciutadà [el d'infringir aquesta llei]."

### Intervenció de descàrrec davant del tribunal
Els tribunals admeten (o han d'admetre) una intervenció i/o una última paraula del ciutadà imputat davant del tribunal. Aquesta intervenció pot ser una oportunitat del desobedient de fer públic el que ell considera una injustícia, tot i que pot ser interpretat pel tribunal com un desafiament a l'ordre establert i empitjorar la sentència condemnatòria. Una al·locució contundent fou la del president d'Òmnium Cultural, Jordi Cuixart, el 2017, refermant-se en les seves actuacions.

### Acceptació del càstig
Alguns desobedients civils consideren que els correspon acceptar càstigs a causa de la seva creença en la validesa del contracte social, que és obligat a tots per obeir les lleis que un govern compleix amb certs estàndards de legitimitat que ha establert i, a més, acceptar les penes establertes per la llei. Altres desobedients civils són favorables a l'existència d'un govern però no creuen en la legitimitat del seu govern en particular, o no creuen en la legitimitat d'una llei en concret que va promulgar. I encara altres desobedients civils, que són anarquistes, no creuen en la legitimitat de cap govern i, per tant, no veuen necessitat d'acceptar càstigs per una violació del dret penal que no infringeixi els drets dels altres.